# André Wilms
André René Wilms, född 29 april 1947 i Strasbourg, Grand Est, död 9 februari 2022 i Paris, var en fransk skådespelare och regissör.

## Utmärkelser
Wilms vann European Film Awards för bästa manliga biroll 1992 för Bohemernas liv.

## Roller i urval
- 1981 – Birgit Haas måste dö!
- 1987 – Livet är en lång lugn flod
- 1988 – Franska stunder
- 1989 – Den fula gubben
- 1990 – Familjens skräck
- 1991 – Hitlerjunge Salomon
- 1992 – Bohemernas liv
- 1993 – L'Enfer
- 1994 – Leningrad Cowboys Meet Moses
- 1999 – Juha
- 2003 – De 3 vise männen (röst)
- 2011 – Mannen från Le Havre